# Eustala taquara
Eustala taquara är en spindelart som först beskrevs av Eugen von Keyserling 1892.  Eustala taquara ingår i släktet Eustala och familjen hjulspindlar. Inga underarter finns listade i Catalogue of Life.